# 실스 호수
실스 호수(독일어: Silsersee 질서제[*], 로만슈어: Lej da Segl 레이다실)는 스위스 그리종주의 상부 엥가딘 계곡에 있는 호수이다. 실스 임 엥가딘(로만슈어로 Segl 실)이라는 마을에서 이름을 따왔다.

## 지리
호수는 말로야 고개와 실바플래나 호수 사이의 해발 1,797m 고도에 있다. 3,000미터가 넘는 여러 산, 특히 코르바취봉, 그레바잘바스봉 및 마르냐봉이 호수를 내려다보고 있다. 호수의 배수 분지는 포라봉(3,336m)에서 정점에 이르며, 바렉 다 페도즈 빙하(Vadrec da Fedoz)로 구성된다.
면적이 4.1km²인 실스 호수는 엥가딘에서 가장 큰 호수이다. 또한 해발 1,000m가 넘는 알프스에서 가장 큰 자연 호수이다. 호수는 실바플래나 호수와 유사하게 선사 시대 산사태 댐에 의해 형성되었다.

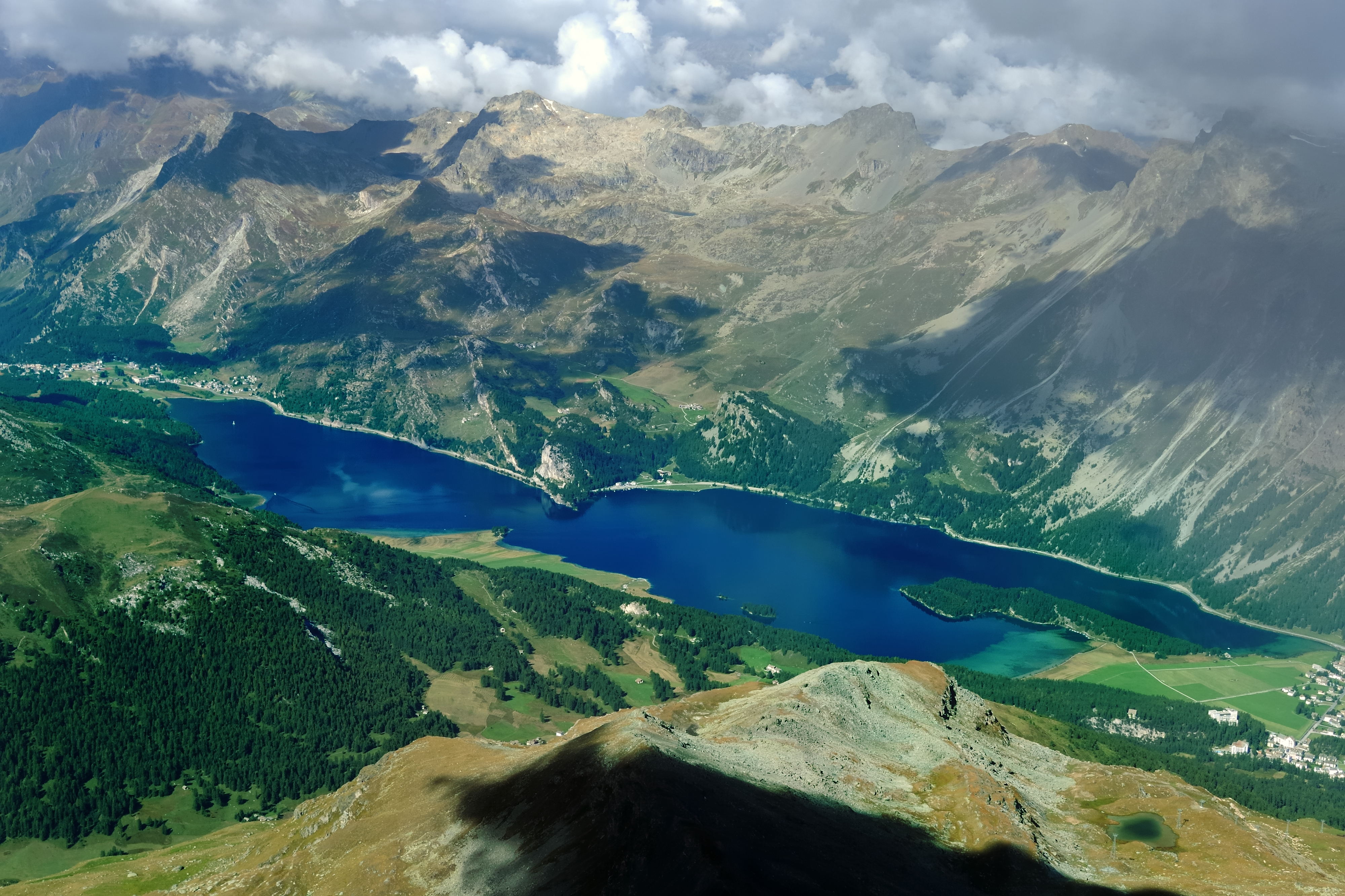
코르바취봉에서 본 실스 호수

나무가 우거진 샤스테 반도는 북동쪽 끝에서 호수까지 이어진다. 반도 끝에는 프리드리히 니체에게 바치는 명판이 있고, 그 위에 〈차라투스트라는 이렇게 말했다〉의 구절이 있다. 반도 근처에는 실스 호수에서 가장 큰 샤비올라스라는 숲이 우거진 섬이 있다. 매년 겨울에 크로스컨트리 엥가딘 스키마라톤이 말로야 팰리스의 가장자리에서 시작하여 호수를 횡단한다.
보트 연결은 6월 말부터 9월 말까지 운행되며, 실스 호수는 대중교통 보트 노선이 있는 유럽에서 가장 높은 호수 중 하나이다.
실스 호수에서 가장 큰 마을은 각각 호수의 동쪽과 서쪽 끝에 위치한 실스 임 엥가딘과 말로야(브레가글리아의 일부)이다. 다른 작은 마을로는 카들레크(Cadlägh), 이솔라 및 플라운 다 레이(Plaun da Lej)가 있다.